# بشير حاج علي
بشير حاج علي (ولد سنة 1920وتوفي سنة1991) مجاهد وشاعر وعالم في الموسيقى وسياسي جزائري، ولد في القصبة، بالجزائر العاصمة، كان يُعدّ صوتاً مُتفرّداً في مسار الأدب الجزائري، وكرس كتاباته وحياته للالتزام بقضية العدالة والدفاع عن وطنه الذي يراهُ ملكًا للجميع، انخرط في صفوف الحزب الشيوعي الجزائري في 1945، وترقى إلى عضوية الأمانة في 1949، وعُين أمينًا عامًا للحزب في 1951 بعد طرد عمر أوزقان من صفوف وكوادر التنظيم والهيئة العليا للتسيير.
بعد استقلال الجزائر في 1962 ظلّ محتفظاً بمسافة مع السلطة، ثمّ اتّخذ مع رفاقه اليساريّين موقفاً معارضاً لانقلاب 1965 العسكري الذي قاده هواري بومدين في يونيو 1965 ضدّ الرئيس أحمد بن بلّة، وحينها أسّس مع المؤرّخ محمد حربي والحقوقي حسين زهوان «منظّمة المقاومة الشعبية» المعارِضة للانقلاب، وأعتقلته قوات الأمن في 20 سبتمبر 1965 وظل مسجونًا إلى 1968، وقيد الإقامة الجبرية بين 1968 و1974.
نقلَ بشير حاج علي تفاصيل سجنه وتعرضه للتعذيب في كتابه «التعسُّف» (بالفرنسية: l’Arbitraire)‏ الذي كتبه على ورقٍ صحي داخل زنزانته، والذي أُخرج خفيةً بمساعدة زوجته الفرنسية لوسات (1920-2014) وجرى تداوُله سرّاً قبل أن يصدر عن «منشورات مينوي» في فرنسا عام 1966، ليكون أوّل كتابٍ يفضح ممارسات التعذيب في جزائر الاستقلال.
صدر له سنة 1960 كتاب "شعبنا سينتصر" كما كتب عدة قصائد نضالية وثورية جمعها في مجموعة شعرية عنوانها "نشيد للحادي عشر ديسمبر″.

## النشأة
ينحدر بشير من أسرة فلاحين فقراء في أزفون، وكان جده عضوًا في مجموعة من المقاومين ضد السلطات الاستعمارية الفرنسية بمنطقة القبائل في بداية القرن العشرين، وكان قائد تلك المجموعة أرزقي البشير.
تعلم بشير يحيى في المدرسة الكولونيالية وتعلّم العربية في المدرسة القرآنية في منطقته، وانخرط بشير حاج علي في صفوف الكشافة الإسلامية الجزائرية في شبابه، وعندما فقد والده عمله في 1937 كان بشير قد بلغ 17 عامًا فترك دراسته وبدأ العمل كتقني في في البريد المركزي في مؤسسة البريد والمواصلات، وهناك اكتشف بشير حاج علي أدبيات الاشتراكية والنضال النقابي بفضل زملائه في العمل.

## سيرته
انخرط في صفوف الحزب الشيوعي الجزائري في 1945، وفي العام التالي أصبح مدير تحرير جريدة Liberté («الحرية»)، وتعرّف في الحزب على محمد خدّة أحد أعمدة الفن الجزائري الحديث، وظلّا صديقان حتى وافته المنية في سنة 1991، وترقى إلى عضوية الأمانة في 1949، وبعد طرد عمر أوزقان من صفوف وكوادر التنظيم والهيئة العليا للتسيير، عُين أمينًا عامًا للحزب الشيوعي الجزائري في 1951.
أعتقلت السلطات الفرنسية بشير حاج علي في 1952 أمام سجن سركاجي أثناء مشاركته مظاهرة مؤيدة للسجناء الوطنيين الجزائريين (أعضاء المنظمة الخاصة) والذين كانوا محبوسين في سجن سركاجي، وأُفرج عند قبل بداية ثورة التحرير الوطنية، وعندما أندلعت الثورة، تقلّد منصب الأمين العام للحزب الشيوعي الجزائري وناضل حينها بكتاباته العديدة في الصحافة وفي مجلة (بالفرنسية: Progrès)‏ «التقدم» التابعة للحزب الشيوعي، وسلط قلمه ضد الفكر والثقافة والإيديولوجيا الاستعمارية الفرنسية، وحاولت السلطات الفرنسية اعتقاله خلال ثورة التحرير الوطني، وبعدما حظرت السلطات الاستعمارية الحزب الشيوعي الجزائري في 1955 انتقل إلى المقاومة السرية.
أُعتقل بشير بعد انقلاب 1965 في الجزائر لمعارضته الانقلاب على الرئيس السابق أحمد بن بلة ولتأسيسه حزب «منظمة المقاومة الشعبية» مع محمد حربي، سرد حكايته في السجن في كتابه «القرار التعسفي» الصادر في 1966، وروى تعرضه للظلم والتعذيب في السجن، وألف في محبسه عدة قصائد جمعها في كتاب (بالفرنسية: Chants pour les nuits de septembre)‏ «أناشيد لليالي سبتمبر» تعبّر عن صموده وعن تمسكه بإيمانه وبمبادئه، تم إطلاق سراحه في 1974 واستئنف نشاطاته الثقافية كشاعر وكمختص في موسيقى الشعبي، كما أنخرط في صفوف حزب الطليعة الاشتراكية.
يقول البشير حاج علي في رسالة مؤرخة له في 22 نوفمبر 1965: «عزيزتي صافية…أنا موجود في سجن لامبيز منذ 20 نوفمبر، قيل لنا أننا سجناء سياسيين، وهذا يعني أن محاكمتنا، لن تكون غداً. بدأنا في تهيئة زنزانتنا، أخذنا لأول مرة منذ شهر حمام ساخن، مررنا إلى الحلاق، ثم إلى الطبيب، الذي وصف لي أدوية لإخماد آلام القرحة المعدية، ونصحني بإعادة الأشعة في شهر سبتمبر الفارط… رسالتك الأخيرة أراحتني كثيرا، سعدت لوقوفك الشجاع إلى جانبي.عرفت اليوم أكثر من أي وقت مضى وجودك في حياتي، كم كُنت سعيدا بقربك، كم هو جميل الحظ الذي جمع قلبينا على الحب…».

## مؤلفات
أصدر بشير حاج علي عدّة أعمال أبرزها:
- كتاب «التعسف» أو «القرار التعسفي»، 1966.[5]
- كتاب «شعبنا سينتصر» سنة 1960.
- مجموعة شعرية بعنوان "أناشيد ليوم 11 ديسمبر 1960″.
- «Chants pour les nuits de septembre» (أناشيد لليالي سبتمبر)، (1966).
- كتاب "Culture et révolution socialiste" (الثقافة والثورة الاشتراكية)، مايو 1965.
- «فلتبقى السعادة» (1980).
- «دروس من الحرب التحريرية في الجزائر» (1965).

;كما انشغل بالموسيقى باحثاً ومؤرّخاً، ومن أعماله في هذا المجال:
- «مصادر وخصائص وآفاق الموسيقى الجزائرية» (1960).
- «ما هي الموسيقى الوطنية؟» (1964).